# Гончарова Маргарита Олександрівна
Маргари́та Олекса́ндрівна Гончаро́ва (до шлюбу Коптілова, 14 березня 1991 року, Вольськ, Саратовська область) — російська легкоатлетка.

## Життєпис
Маргарита Гончарова народилася 14 березня 1991 року. Студентка Московської Спортивної Академії. Інвалідність — ДЦП, клас Т38. З 2009 року виступає за Москву. Одружена з Іваном Гончаровим — учасником Паралімпійських ігор 2010 року з лижних гонок та біатлону.

## Нагороди
- Орден Дружби (10 вересня 2012 року) — за великий внесок у розвиток фізичної культури і спорту, високі спортивні досягнення на XIV літніх Паралімпійських іграх 2012 року в місті Лондоні (Велика Британія)[2].
- Медаль ордена «За заслуги перед Вітчизною» II ступеня (30 вересня 2009 року) — за великий внесок у розвиток фізичної культури і спорту, високі спортивні досягнення на XIII Паралімпійських іграх 2008 року в Пекіні[3].
- Заслужений майстер спорту Росії.